# لییوا رکا
لییوا رکا (به صربی: Lijeva Reka) یک منطقهٔ مسکونی در صربستان است که در سینیتسا واقع شده‌است. لییوا رکا ۱۴ نفر جمعیت دارد.